# Impedenza caratteristica del vuoto
L'impedenza caratteristica del vuoto, {\displaystyle Z_{0}} è una costante universale che mette in relazione il campo elettrico e il campo magnetico della radiazione elettromagnetica che si propaga nel vuoto. È definita come il rapporto tra il modulo del campo elettrico {\displaystyle E} e il modulo del campo magnetico {\displaystyle H}:
{\displaystyle Z_{0}={|E| \over |H|}={\sqrt {\mu _{0} \over \varepsilon _{0}}}=c_{0}\mu _{0}}
dove
- {\displaystyle \mu _{0}} è la permeabilità magnetica del vuoto
- {\displaystyle \varepsilon _{0}} è la costante dielettrica del vuoto
- {\displaystyle c_{0}} è la velocità della luce nel vuoto

Nelle unità del Sistema Internazionale si ha:
{\displaystyle Z_{0}=376.730313461\ \Omega }
La propagazione di un'onda elettromagnetica nel vuoto avviene con impedenza pari a questa costante.